# Anastatus shichengensis
Anastatus shichengensis är en stekelart som beskrevs av Mao-Ling Sheng och Wang 1997. Anastatus shichengensis ingår i släktet Anastatus och familjen hoppglanssteklar. Inga underarter finns listade i Catalogue of Life.